# Michael Ostendorfer
Michael Ostendorfer lub Ostendorffer (ur. 1490/1495, zm. grudzień 1559, Ratyzbona) – niemiecki malarz i grafik.

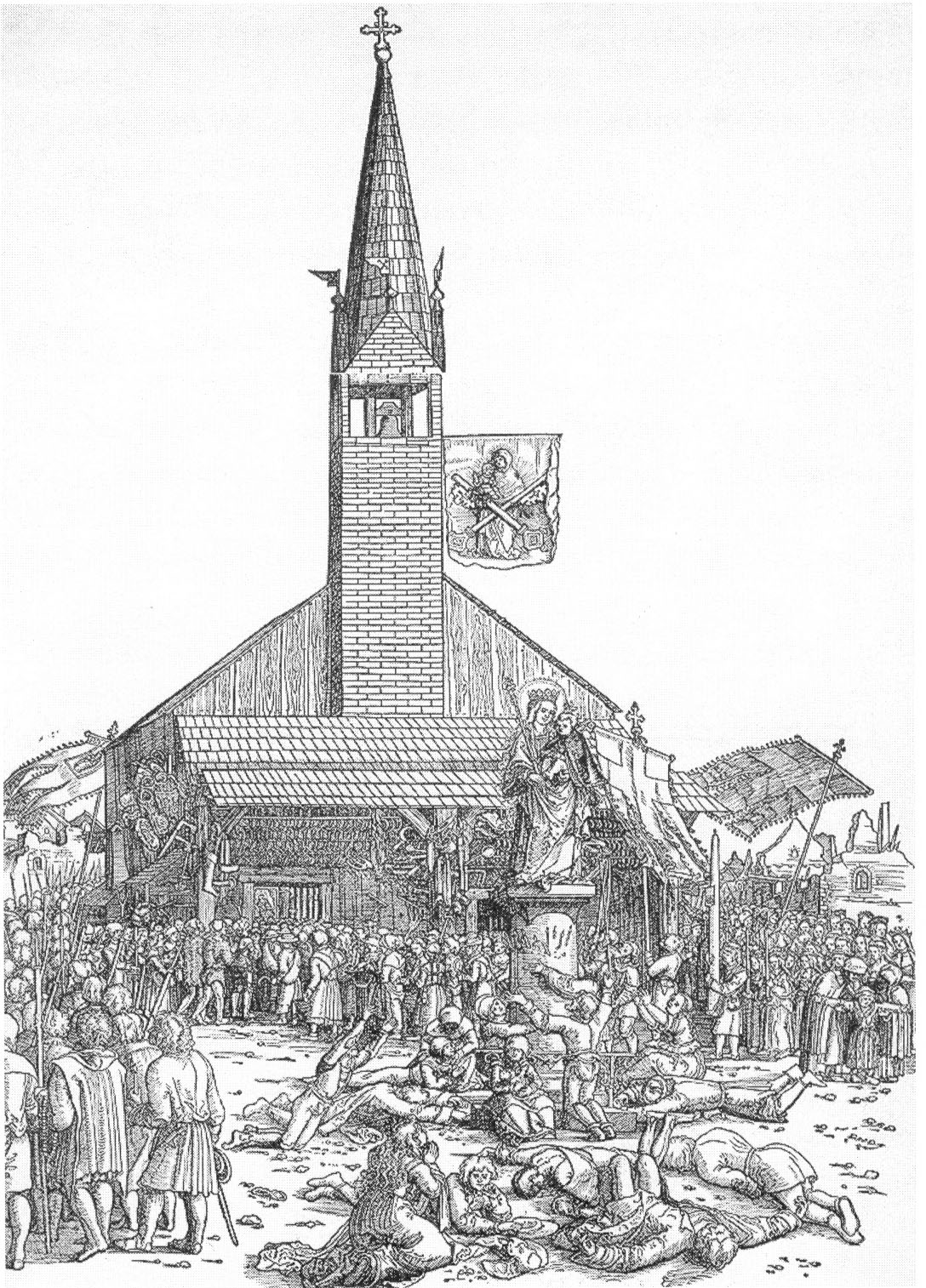
Pielgrzymka do Panny Marii Nadobnej w Ratyzbonie

Prawdopodobnie pochodził z Szwabii. W 1519 roku uzyskał prawa obywatelskie w Ratyzbonie. W 1520 kroniki wspominały o nim jako mistrz. W latach 1525–1532 pracował w  dla Paula i Hansa Kohla. W 1536 przeprowadził się do Neumarkt, gdzie po trzech latach otrzymał posadę na dworze Fryderyka II jako nadworny malarz. Pod koniec życia, w 1544 pracował dla norymberskiego drukarza Hansa Guldenmunda. W 1549 roku przeniósł się ponownie do Ratyzbony.

## Styl i twórczość
Jego styl ukształtował się pod wpływem prac Albrechta Altdorfera i szkoły naddunajskiej. Tworzył liczne grafiki, w tym drzeworyt pamiątkowe z miejsc pielgrzymek. Jeden z nich, z ok. 1520 roku, ukazywał kaplicę, figurę Panny Marii Nadobnej i skupiony wokół niej tłum ludzi, gdzie część leżała w drgawkach na ziemi. Styl wykonania drzeworytu nawiązywał do prac Altdorfera. Kolejne grafiki jeszcze do 1531 wykazywały zależność od stylu mistrza. Po 1531 roku Ostendorfer tworzył małe obrazy.